# Via Fluvia
Pour les articles homonymes, voir Fluvia (homonymie).
 (juillet 2023).
La Via Fluvia est une véloroute - voie verte française, partiellement réalisée, reliant la vallée du Rhône à la Loire en passant par le parc naturel régional du Pilat. Elle emprunte d'anciennes voies de chemins de fer et s'inscrit dans le Schéma national des véloroutes et voies vertes en tant que route cyclable nationale V73.

## Description du projet et historique
Le projet de la Via Fluvia naît en 2013. Le but est de relier la Loire au Rhône (avec la Via Rhôna) en passant par le col du Tracol.
- 2006 - 2007 : Les premières sections réalisées sont celles de la "Tracolline Velay-Forez" entre Dunières et Riotord[2].
- 2014 : Une voie cyclable est aménagée dans le département de Haute-Loire entre Lavoûte-sur-Loire et Rosières.
- Été 2015 : Une nouvelle section est ouverte entre Raucoules et Grazac sous le nom de "Voie des Sucs"[1], toujours en Haute-Loire.
- 2016 : aménagement des abords de la gare de Raucoules et de la voie verte entre Dunières et Montfaucon-en-Velay.
- 2017 : L'aménagement de la voie verte entre Montfaucon-en-Velay et Raucoules, et sur Grazac est en cours. Les travaux du côté de Saint-Sauveur-en-Rue démarrent pendant l'hiver 2017, entre les Chavannes et la Gare.
- 2018 : ouverture d'une portion de 10 km entre la gare routière située en face du supermarché "Super U" à Annonay et Saint-Marcel-lès-Annonay [3], en limite du Département de la Loire.
- 2023: l'itinéraire est continu de Lavoûte-sur-Loire jusqu'au tunnel du Tracol puis du Tracol jusqu'à Vernosc-lès-Annonay. Il y a également 800 m de voie à Serrières.

À moyen terme, la voie verte passera par Annonay et descendra jusqu'à la vallée du Rhône par Serrières et par Andance - Sarras, où elle rejoindra la Via Rhôna.
Les voies vertes existantes ou en projet sont établies sur des tronçons d'anciennes voies ferrées de la ligne de Firminy à Saint-Rambert-d'Albon et du réseau du Vivarais à voie métrique.

## Coopération
Une coopération est en cours entre les différentes collectivités partenaires, Communauté d'Agglomération du Puy-en-Velay , Communauté de Communes des Sucs, Haut Pays du Velay communauté, Communauté de Communes des Monts du Pilat, Communauté d'Agglomération Annonay Rhône Agglo, Communauté de Communes Porte de DrômArdèche formalisée par une entente intercommunale.
L'entente intercommunale réfléchit à l'échelle de l'itinéraire global aux thématiques suivantes : promotion touristique, charte qualitative, lobbying auprès des financeurs et partenaires.

## Tracé détaillé d'est en ouest (de la vallée du Rhône vers la Loire)

### De Sarras et Serrières à Annonay
Une étude de faisabilité technique a été réalisée entre la Communauté de communes Vivarhône et la Communauté de communes Porte de DrômArdèche pour déterminer le tracé le plus pertinent afin de relier Annonay à la ViaRhôna via Sarras et Serrières[réf. nécessaire].
En 2025, il n'est pas possible de rejoindre Serrières à Annonay grâce à une liaison sécurisée. Plusieurs associations spécialisés dans le tourisme à vélo, recommandent de rejoindre Annonay à partir de Sarras en utilisant la route départementale D270. Cet itinéraire de 14 kilomètres permet de longer les gorges de la Cance classées « espace naturel sensible » et de découvrir plusieurs sites remarquable dont le pont suspendu sur la Cance et la Roche Péréandre. De très nombreux cyclistes empruntent cette route tout au long de l'année.

### D'Annonay à Saint-Sauveur-en-Rue
Le tracé emprunte majoritairement le tracé de l'ancienne voie ferroviaire. Entre Faya (Annonay) et Vidalon (Davézieux), la voie verte longe la rivière Deûme.
La portion entre Annonay et Saint-Marcel-lès-Annonay (10 kilomètres) a été réalisée en 2018 par Annonay Rhône Agglo.
Depuis Annonay, on rejoint l'ancien site papetier de Vidalon à Davezieux. On rejoint alors Boulieu-lès-Annonay puis Saint-Marcel-lès-Annonay.
La traversée d'Annonay est à l'étude et les travaux débuterons en 2024.

### De Saint-Sauveur-en-Rue au Tracol
Du côté du Pilat, la portion de Saint-Sauveur-en-Rue jusqu'à Bourg-Argental a ouvert en 2023.
Concernant le passage du Tracol, deux solutions sont possibles : soit le passage dans le tunnel du Tracol (une réflexion est en cours entre les communautés de communes du Haut Pays du Velay et des Mont du Pilat, soit avec un itinéraire en hauteur par la forêt de Taillard.

### Du Tracol à Dunières: la Tracolline Velay-Forez
Le trajet est ouvert à la circulation depuis 2007.
Ce tracé reprend celui de l'ancienne ligne de chemin de fer de Firminy à Saint-Rambert-d'Albon.

### De Dunières à Montfaucon-en-Velay
Tronçon ouvert au public au printemps 2016.
Ce tracé reprend celui d'une ancienne ligne de chemin de fer.

### De Montfaucon-en-Velay à Raucoules (Oumey)
Le site d'Oumey à Raucoules est le départ du train touristique Velay Express (Raucoules / Saint-Agrève). Il a fait l'objet de nombreux aménagements : réhabilitation de la gare (espace d'accueil de l'office de tourisme Haut Pays du Velay en période estivale, accueil du train touristique et espace d'exposition du train touristique) et construction d'un atelier technique pour le train touristique.

### De Raucoules (Oumey) à Grazac: la voie des Sucs
Ouvert au public
Ce tracé d'Oumey à Grazac reprend celui de l'ancien chemin de fer de Raucoules à Yssingeaux.

### De Grazac à Yssingeaux
Le tracé est ouvert au public. La traversée d'Yssingeaux se fait partiellement par des rues ordinaires.

### D'Yssingeaux à la gare de Bessamorel
Le tracé de l'ancienne voie ferrée a été réutilisé par des routes ou chemins et peut être suivi en empruntant la voie cyclable « chemin de la Galoche », en passant sous la voie rapide (N88) puis des routes à faible trafic.

### De Rosières à Lavoûte-sur-Loire
La portion de Rosières est en revêtement stabilisée, il faut donc prévoir un VTT/ VTC ou gravel.
La portion entre Beaulieu et Lavoûte-sur-Loire a été aménagée en 2023.
Ce tracé reprend celui de l'ancienne voie de chemin de fer de Lavoûte-sur-Loire à Yssingeaux.